# Kotowice (województwo śląskie)
Kotowice – wieś w Polsce położona w województwie śląskim, w powiecie myszkowskim, w gminie Żarki. 
We wsi znajduje się kościół parafialny pw. Najświętszego Serca Pana Jezusa; jest to dawna kaplica, przebudowana w latach 1939-1940 z remizy strażackiej. Parafią Matki Bożej Różańcowej zarządza od 1999 ks. kanonik Mirosław Wójcik.

## Nazwa
Miejscowość ma metrykę średniowieczną i założona została w drugiej połowie XIV wieku na prawie polskim. Zanotowana w 1393 de Kothouicz, 1399 Cotouice, 1401 Cottowicze, 1402 Kotowice, 1424 Kothowice, 1440 Cothouicze, 1489 Cothowycze, 1493 Cotowycze, 1500 Cotovicze, 1512 Cothovijcze, 1518 Botowicze (błędnie), 1530 Cotovyce, Cotovice .

## Historia
Miejscowość była wsią szlachecką należącą w latach 1393–1399 do Wawrzyńca z Kotowic sołtysa Lgoty odnotowanego po raz pierwszy w 1392. W 1399 Wawrzyniec wraz ze swoją żoną Wichną sprzedali Kotowice kasztelanowi sądeckiemu Krystynowi z Kozichgłów za 160 grzywien groszy praskich oraz za łan w Mirowie .
W 1424 wieś zanotowana w historycznym dokumencie mówiącym, że król polski Władysław Jagiełło na prośby Krystyna przenosi z prawa polskiego na prawo średzkie należące do niego wsie leżące w ziemi krakowskiej: Choroń, Oltowiec, Mirów, Kotowice, Postawczowice, Jaworznik, Dupice, Żerkowice, Siamoszyce, Giebołtów, Kowalów i Kowalików .
W 1595 roku wieś położona była w powiecie lelowskim województwa krakowskiego w Rzeczypospolitej Obojga Narodów pozostając własnością Aleksandra Myszkowskiego. 
Po rozbiorach Polski miejscowość znalazła się w zaborze rosyjskim i leżała w Królestwie Polskim. W Słowniku geograficznym Królestwa Polskiego wymieniona jest jako wieś leżąca w powiecie będzińskim w gminie i parafii Włodowice. W 1827 w miejscowości znajdowało się 29 domów zamieszkiwanych przez 183 mieszkańców. W 1882 liczba domów się zwiększyła do 38, a mieszkańców wzrosła do 216.
Dobra kotowickie były własnością Eugeniusza Rychłowskiego i składały się oprócz Kotowic także z Mirowa, folwarku oraz nomenklatury Pohulanka. Jego majątek liczył w sumie 1831 morgi powierzchni w tym 658 gruntów ornych i ogrodów, 9 morg łak, 99 morg pastwisk, 776 morg lasu, 118 morg zarośli oraz 165 morgów nieużytków i placów. W jej skład wchodziła także osada karczmarska licząca 6 morg, na której stało 12 budynków murowanych oraz 4 drewniane. Wieś Kotowice liczyła w tej majętności 318 morg oraz 36 osadników. W okolicach wsi eksploatowano pokłady kamienia wapiennego oraz gliny ogniotrwałej.
W latach 1954–1972 wieś należała i była siedzibą władz gromady Kotowice. W latach 1975–1998 miejscowość administracyjnie należała do województwa częstochowskiego.